# Eddie Kohler
Eddie Kohler (* 16. Juli 1973 in Massachusetts) ist ein US-amerikanischer Informatiker.

## Werdegang
Kohler studierte am Massachusetts Institute of Technology mit einem Bachelor-Abschluss 1995 sowohl in Musik als auch in Informatik und dem Master-Abschluss in Informatik 1997 und wurde dort 2000 bei Frans Kaashoek promoviert (The click modular router).  Er war ab 2004 Assistant Professor an der University of California, Los Angeles, und ist Microsoft Professor für Informatik an der Harvard University, an der er seit 2011 ist.
2000 gründete er Mazu Networks und war deren Chief Scientist, bis sie 2009 von Riverbed Technology übernommen wurden.
Er befasst sich mit Betriebssystemen, Netzwerken (Click Modular Router in seiner Dissertation), Programmiersprachen und Software Engineering. So entwickelte er mit anderen das Betriebssystem Asbestos, das sensitive Nutzerinformationen auch bei Softwarefehlern schützt.
2014 erhielt er den Mark Weiser Award. 2006 wurde er in die TR35 (Top 35 Innovators under 35) des MIT Technology Review gewählt.
Er ist Autor der HotCRP Software für das Einreichen und den Review wissenschaftlicher Arbeiten für Konferenzen.
Bekannt ist er auch für den Text Get me off your fucking mailing list, den er mit David Mazières an das International Journal of Advanced Computer Technology sandte.